# Louis-Guillaume-Valentin Dubourg
Louis-Guillaume-Valentin Dubourg (Cap Français, 10 gennaio 1766 – Besançon, 12 dicembre 1833) è stato un arcivescovo cattolico francese.

## Biografia
Monsignor Louis-Guillaume-Valentin Dubourg nacque a Cap Français, oggi Cap-Haïtien, il 10 gennaio 1766 da Pierre Dubourg e sua moglie Marguerite (nata Armand de Vogluzan). Suo padre era un commerciante di Bordeaux che si era trasferito temporaneamente a Hispaniola e la famiglia poteva vantare, soprattutto dal ramo materno, parentele nobiliari. I suoi interessi commerciali comprendevano un magazzino commerciale e una piantagione di caffè. Anche se la famiglia avrebbe mantenuto i propri interessi nell'isola, il giovane Louis fu mandato in Francia all'età di due anni, per vivere con i suoi nonni materni a Bordeaux e per essere educato lì.

### Formazione e ministero sacerdotale
Ricevette la sua educazione primaria al Collège de Guyenne, un'istituzione reale che rivendica una storia risalente al III secolo. Proseguì la sua formazione al seminario minore "San Sulpizio" a Parigi dove fu ammesso il 12 ottobre 1786. Il seminario era gestito dai padri sulpiziani che si dedicavano all'educazione nei seminari e manteneva un seminario maggiore, per l'educazione dei figli della nobiltà, e un seminario minore per l'educazione dei popolani.
Completati gli studi ecclesiastici, il 20 marzo 1790 fu ordinato presbitero. Considerando il momento propizio per l'inizio di una carriera clericale in Francia, entrò egli stesso nella Compagnia dei sacerdoti di San Sulpizio. Il suo primo incarico fu in una nuova comunità a Issy per lavorare in un collegio per giovani ragazzi. Con il deteriorarsi delle condizioni durante il Regime del Terrore della Rivoluzione francese, padre Dubourg fu costretto a fuggire dalla Francia nell'agosto del 1792 per andare in esilio in Spagna.
Sette mesi dopo l'arrivo di padre Dubourg in Spagna, il paese ospitava 6322 sacerdoti francesi. Il clero francese fu sospettato di giansenismo e gallicanesimo, portando così il re a limitare il loro esercizio nel ministero della messa e vietò loro di ricoprire cariche pubbliche o di insegnare. A peggiorare le cose, vi fu la dichiarazione di guerra tra la Spagna e la Francia del 1793 che rese gli esiliati dei potenziali nemici. Questa combinazione di impedimenti costrinse gli esuli clericali francesi a spostarsi altrove. Nel 1793, mentre cercava una nave per un passaggio, trovò un capitano che lo riconobbe dalla somiglianza con suo fratello che, lo informò il capitano, era fuggito a Baltimora, negli Stati Uniti. Fece parte di un gruppo di padri sulpiziani che presero il passaggio sulla nave e sbarcarono a Baltimora, già rifugio di 1500 rifugiati francesi sfuggiti alla rivoluzione di Toussaint Louverture.
A Baltimora, i padri sulpiziani erano arrivati nei primi anni 1790, con l'intenzione di fondare un seminario. John Carroll, vescovo di Baltimora, era riluttante a consentirlo, ma fu rapido nell'usarli come personale per la sua nuova accademia, il Georgetown College, fondato nel 1791. Dubourg e i suoi compagni si unirono a loro, e il 1º ottobre 1796 venne nominato presidente del collegio, incarico che ricoprì fino al 1799. Sotto la sua amministrazione, il curriculum di studi si espanse e le iscrizioni al college crebbero. Durante il suo mandato, nel 1797, ricevette una visita dell'ex presidente George Washington. Egli legò il suo cavallo fuori ed entrò da solo. Il 10 luglio 1798 padre Dubourg fu ospite a cena nella casa di Washington a Mount Vernon. Quando padre Dubourg si dimise dalla guida del Georgetown College, non era in buoni rapporti con gli amministratori. Il vescovo John Carroll spiegò l'origine del problema: "Era troppo affezionato a introdurre i suoi compatrioti in ogni dipartimento e gli amministratori avevano pregiudizi troppo forti contro ogni cosa che derivava, in qualsiasi forma, dalla Francia. Di conseguenza, il loro giudizio aveva un pregiudizio involontario a biasimarlo". Questa tensione sorse durante un periodo nel paese quando i federalisti di Alexander Hamilton e John Adams e i repubblicani di Thomas Jefferson e James Madison stavano discutendo se gli Stati Uniti dovessero allearsi con la Gran Bretagna o con la Francia.
Dopo aver lasciato il Georgetown College, padre Dubourg divenne il primo presidente del St. Mary's College di Baltimora, dove rimase per tredici anni. Durante il suo mandato di presidente, acquisì una reputazione come spendaccione mentre introduceva alcune innovazioni. Vedendo la necessità di ottenere finanziamenti per il college, ottenne il permesso dallo Stato del Maryland di gestire una lotteria. Mentre la sua disattenzione al dettaglio può aver contribuito al declino dell'istituzione, anche la politica internazionale ebbe un ruolo in questo. Il concordato tra Napoleone Bonaparte e papa Pio VII provvide al ristabilire la Chiesa cattolica in Francia e portò alcuni membri del clero francese a tornare a casa, riducendo in tal modo il personale del St. Mary. Anche padre Dubourg prese in considerazione di tornare in patria trasferendo anche il collegio, ma rimase e continuò a dirigere l'istituto.
Il collegio faceva affidamento su studenti provenienti dai Caraibi e venne duramente colpito dal ritiro degli studenti cubani risultante dal Non-Intercourse Act del 1809, sotto l'amministrazione di Thomas Jefferson, che limitò le iscrizioni da quella regione, oltre a tagliare i fondi per le tasse scolastiche per gli studenti provenienti da quelle terre. Nonostante queste difficoltà, la scuola sopravvisse. Durante il suo soggiorno a Baltimora, padre Dubourg raggiunse una posizione di preminenza personale. Fu determinante nell'assistere alcune clarisse, esiliate dalla Francia, nell'aprire una scuola per ragazze a Georgetown, che si sarebbe sviluppato nel monastero della Visitazione di Georgetown. Mentre predicava a New York, catturò l'immaginazione di una giovane vedova, Elizabeth Ann Bayley Seton, che guidò nel suo viaggio verso la vita religiosa a Baltimora. Ella divenne superiora della sua comunità delle Suore della Carità e consigliò il loro trasferimento da Baltimora a Emmitsburg, nel Maryland, dove rimangono la loro casa madre e il santuario di Santa Elizabeth Ann Seton.
L'espansione degli Stati Uniti, attraverso l'acquisto della Louisiana, creò la necessità di estendere la leadership episcopale della Chiesa. Tra le altre vedute, l'arcivescovo John Carroll incaricò padre Dubourg di guidare la presenza americana della Chiesa cattolica nella regione. Di conseguenza, il 18 agosto del 1812 la Santa Sede lo nominò amministratore apostolico della Louisiana e delle Due Floride. Dubourg affrontò diverse sfide quando iniziò il suo ministero nell'ovest. Al momento del suo arrivo a New Orleans la corruzione era dilagante e in nessun luogo più che nella Chiesa. La figura dominante nella Chiesa locale era frate Antonio de Sedella, rettore della cattedrale di New Orleans per nomina del re di Spagna. Frate Antonio è popolarmente ricordato a New Orleans come père Antoine. Secondo molti il suo fantasma vagherebbe in un vicolo lungo la cattedrale. Padre Dubourg scelse di stabilire la sua residenza nel convento delle orsoline.
Con la sconfitta di Napoleone Bonaparte, Dubourg decise di tornare in Europa per presentare i problemi della Chiesa in Louisiana ai funzionari della Congregazione De Propaganda Fide, il dicastero della Curia romana responsabile per i territori di missione in tutto il mondo. Prima di partire, padre Dubourg creò una polemica nominando un altro immigrato francese, Louis Sibourd, amministratore in sua assenza. Frate Antonio si rifiutò di riconoscere l'autorità di Sibourd a meno che Dubourg non dimostrasse di avere l'autorità di nominare un vicario generale, poiché non era un vescovo. Con la polemica che ancora infuriava, Dubourg salpò per la Francia il 4 maggio 1815, arrivando a Bordeaux a luglio, poco dopo la battaglia di Waterloo. La successiva occupazione della Francia da parte delle forze alleate rese difficile il viaggio. Dubourg inviò la corrispondenza a Roma spiegando la situazione di New Orleans. Il papa Pio VII, appena liberato, rispose con una lettera all'arcivescovo John Carroll che confermava la nomina di Sibourd a vicario generale.

### Ministero episcopale
Il 18 settembre 1815 papa Pio VII lo nominò vescovo della Louisiana e delle Due Floride. Ricevette l'ordinazione episcopale il 24 dello stesso mese nella chiesa di San Luigi dei Francesi a Roma dal cardinale Giuseppe Maria Doria Pamphilj, vice-decano del Collegio cardinalizio, coconsacranti il vescovo emerito di Saint-Malo Gabriel Cortois de Pressigny e il vescovo di Terracina, Priverno e Sezze Francesco Saverio (François-Xavier) Pereira.
Nel corso del suo viaggio, monsignor Dubourg procedette a reclutare dei missionari per la sua diocesi. Nell'Italia settentrionale fece appello presso la Congregazione della missione che gli concesse una prima recluta, Felix de Andreas. De Andreas reclutò quindi padre Giuseppe Rosati che, anni dopo, sarebbe stato il primo vescovo di Saint Louis e costruttore di quella che ora è conosciuta come la vecchia cattedrale. Tra gli altri preti che si offrirono volontari vi furono Leo-Raymond de Neckere e Antoine Blanc, che sarebbero diventati vescovi di New Orleans, e Michael Portier, che sarebbe diventato vescovo di Mobile. Gli scandali di Sedella indussero madre Marie Oliver, superiora delle suore orsoline in Francia, a prendere in considerazione la rimozione delle sue sorelle da New Orleans. Monsignor Dubourg la convocò e la convinse non solo a permettere loro di rimanere ma di inviare nove postulanti.
Nel gennaio del 1817 monsignor Dubourg visitò madre Maddalena Sofia Barat per chiederle di inviare alcune delle sue religiose della Società del Sacro Cuore di Gesù per educare le ragazze della sua diocesi. Una volontario entusiasta fu la quarantanovenne madre Rose-Philippine Duchesne, che guidava un gruppo di quattro suore all'inseguimento del loro sogno di insegnare ai nativi americani. Entrambe queste donne sono oggi onorate come sante. Al gruppo si unirono tre membri dei Fratelli delle scuole cristiane. Raccolse anche diverse opere d'arte che attualmente sono custodite nella cattedrale di Saint Louis e nella cattedrale di San Luigi a New Orleans. Monsignor Dubourg chiese il permesso a Roma di localizzare la sede della sua diocesi a Saint Louis, lontano dalla corruzione di New Orleans e di padre Sedella.
Monsignor Dubourg lasciò Bordeaux con più di due dozzine di sostenitori il 1º luglio 1817 e arrivò ad Annapolis il 4 settembre. Viaggiando in carrozza e in battello a vapore, monsignor Dubourg raggiunse il Missouri il 28 dicembre, presso l'insediamento di Fenwick, vicino alla foce dell'Apple Creek. Passarono quindi a Sainte-Geneviève, dove celebrò la prima messa pontificale nella sua diocesi il 1º gennaio 1818. Giunse quindi a Cahokia, da dove un gruppo di una quarantina di persone lo accompagnò a Saint Louis. Prese possesso della diocesi il 5 gennaio 1818, in una chiesa che fu descritta come "una specie di misero granaio che cadeva in rovina". Una città che non aveva avuto nemmeno un parroco residente era ora la casa di un vescovo straordinario e sarebbe stata presto invasa di missionari.
Nel 1817 Saint Louis era una piccola sede episcopale in quanto la città non si estendeva oltre quella che oggi è la terza strada, non aveva nessun parroco residente e una vera cattedrale. Monsignor Dubourg chiese che la città si preparasse a raccogliere fondi per l'erezione di una cattedrale, per il sostegno ai missionari e per rimborsarlo per il viaggio. Dubourg raggiunse quattro obiettivi: la costruzione di una chiesa adeguata e il rafforzamento dell'organizzazione della parrocchia di Saint Louis, la fondazione di un'accademia per ragazzi sotto la guida di sacerdoti diocesani, una scuola femminile sotto la guida delle religiose del Società del Sacro Cuore di Gesù e uno sforzo missionario tra i nativi americani.
Monsignor Dubourg invitò madre Rose-Philippine Duchesne a fondare, nel 1818, un'accademia a Saint Charles e poi a Florissant. Nello stesso anno, monsignor Dubourg fondò l'Accademia di Saint Louis, che in seguito divenne l'attuale Università di Saint Louis. Creò un seminario sotto l'egida dei padri vincenziani a Saint Louis e a Perryville, che rimane anche oggi un punto centrale dell'attività vincenziana. Tre fratelli cristiani divennero parte del personale della Ste. Genevieve Academy il 3 gennaio 1819. Nello stesso anno monsignor Dubourg affrontò la questione della nomina di vescovi ausiliari che lo assistessero nel governo della sua grande diocesi. In questo si rese responsabile di un'incredibile serie di cattivi giudizi. Prima propose alla Santa Sede Louis Sibourd, che aveva nominato vicario generale quando si era recato in Europa, per la parte settentrionale della diocesi. Questa richiesta fu respinta da Roma a causa dell'età di padre Sibourd. Monsignor Dubourg sollevò la questione della nomina di padre Sedella come vicario generale, ma egli declinò l'offerta. Nella sua lettera, Sedella disse che la sua età e la situazione assurda in cui l'ordinario avrebbe vissuto nel villaggio di Saint Louis, mentre l'ausiliare sarebbe rimasto nella più grande New Orleans. Questa lettera potrebbe aver avuto un ruolo nel ritorno di monsignor Dubourg a New Orleans. Nel 1822 lasciò Saint Louis lasciando una chiesa incompiuta e un problema irrisolto sulla predicazione alla crescente popolazione di lingua inglese.
Nel 1823 monsignor Dubourg apportò un ulteriore contributo allo sviluppo di Saint Louis. Una crisi finanziaria nel Maryland costrinse un gruppo di gesuiti belgi a cercare una nuova casa. Egli colse l'occasione approfittando di una "iniziativa basata sulla fede" del governo federale chiedendo un finanziamento per una scuola indiana. La concessione fu approvata e sette gesuiti pionieri, tra cui spiccava il famoso missionario indiano Pierre-Jean De Smet, trasferirono la loro casa a Saint Louis. Monsignor Dubourg li collocò in una fattoria di Florissant, vicino alle religiose della Società del Sacro Cuore di Gesù. Qualche anno dopo questi stessi gesuiti conquistarono la guida del Saint Louis College, il successore dell'Accademia di Saint Louis che come detto in seguito si evolse nell'attuale Università di Saint Louis.
Il 19 agosto 1825 papa Leone XII lo nominò vicario apostolico del Mississippi. Il 14 gennaio successivo rinunciò alla sede della Louisiana e delle Due Floride. Nel suo nuovo incarico respinse la richiesta di un certo Abbé Segura di diventare parroco della chiesa rossa di San Carlo Borromeo, in Louisiana. Padre Segura aveva lasciato la diocesi di Aire in Francia senza un soldo, con solamente un exeat che certificava il suo essere un buon sacerdote. Monsignor Dubourg aveva ordinato a Segura di proteggere questo documento e con ciò la parrocchia sarebbe stata sua. Ignorando l'ordine del vescovo, ma con il sostegno della comunità locale, padre Segura iniziò a officiare nella parrocchia. Monsignor Dubourg condannò questa decisione presa dal prete e dai guardiani della chiesa. Padre Segura rimase in carica fino alla nomina di Leo Raymond De Neckère a vescovo di New Orleans nel 1830. Nel 1826 monsignor Dubourg fece il suo ultimo viaggio in Missouri. Visitò Perryville, Sainte-Geneviève e Saint Louis, dove tentò, pensando di esserci riuscito, di sopprimere il Saint Louis College. Lasciò Saint Louis in battello a vapore e viaggiò in Europa in quanto aveva intenzione di rinunciare al suo incarico.
La Chiesa cattolica in Francia si stava in quegli anni riprendendo dall'era napoleonica e così il 20 agosto 1826 venne selezionato vescovo di Montauban, subentrando a Jean Lefebvre de Cheverus, anch'egli un nobile francese divenuto vescovo in America (il primo di Boston), che era stato elevato ad arcivescovo di Bordeaux (poi anche cardinale). La Santa Sede confermò la nomina il 2 ottobre successivo.
Il 4 marzo 1833 venne selezionato arcivescovo metropolita di Besançon. La Santa Sede confermò la nomina il 29 luglio successivo.
Morì a Besançon il 12 dicembre 1833 all'età di 67 anni. È sepolto nella cattedrale metropolitana di San Giovanni a Besançon.

## Genealogia episcopale e successione apostolica
La genealogia episcopale è:
- Cardinale Scipione Rebiba
- Cardinale Giulio Antonio Santori
- Cardinale Girolamo Bernerio, O.P.
- Arcivescovo Galeazzo Sanvitale
- Cardinale Ludovico Ludovisi
- Cardinale Luigi Caetani
- Cardinale Ulderico Carpegna
- Cardinale Paluzzo Paluzzi Altieri degli Albertoni
- Papa Benedetto XIII
- Papa Benedetto XIV
- Cardinale Enrico Enriquez
- Arcivescovo Manuel Quintano Bonifaz
- Cardinale Buenaventura Córdoba Espinosa de la Cerda
- Cardinale Giuseppe Maria Doria Pamphilj
- Arcivescovo Louis-Guillaume-Valentin Dubourg, P.S.S.

La successione apostolica è:
- Vescovo Giuseppe Rosati, C.M. (1824)